# Röschenz
Röschenz (fr. Reschene, Roeschenez) – gmina (niem. Einwohnergemeinde) w północnej Szwajcarii, w kantonie Bazylea-Okręg, w okręgu Laufen. 31 grudnia 2020 roku liczyła 1 898 mieszkańców. 